# Cylistella daphneae
Espèce
Cylistella daphneae est une espèce d'araignées aranéomorphes de la famille des Salticidae.

## Distribution
Cette espèce est endémique de la province de Misiones en Argentine. Elle se rencontre dans le département de General Manuel Belgrano.

## Description
Le mâle holotype mesure 1,71 mm et la femelle paratype 1,95 mm.

## Systématique et taxinomie
Cette espèce a été décrite par Rubio, Baigorria et Stolar en 2025.

## Étymologie
Cette espèce est nommée en l'honneur de Pamela Daphne Cooper de Colcombet.

## Publication originale
- Rubio, Baigorria & Stolar, 2025 : « Spiders of the genus Cylistella (Salticidae: Simonellini) from Argentina. » Arachnology, vol. 20, no 2, p. 231-237.